# USS Decatur (DD-5)
De USS Decatur (designatie: DD-5) was een Amerikaanse torpedobootjager uit de Bainbridgeklasse die op 19 mei 1902 in de vaart werd genomen. Het schip was het tweede marineschip dat vernoemd werd naar commandeur Stephen Decatur en de eerste torpedobootjager die door de Amerikaanse marine in dienst genomen werd.
De Decatur werd gebouwd door de Trigg Shipbuilding Company in Richmond en opgeleverd op 26 juli 1899. De tewaterlating vond plaats op 26 september 1900.
Na de Eerste Wereldoorlog werd de Decatur naar Philadelphia gestuurd waar het op 6 februari 1919 arriveerde. Op 20 juni van dat jaar werd het schip buiten dienst gesteld en op 3 januari 1920 werd het voor schroot verkocht aan de Henry A. Hitner's Sons Company voor $10,855.